# Montanhas Adirondack

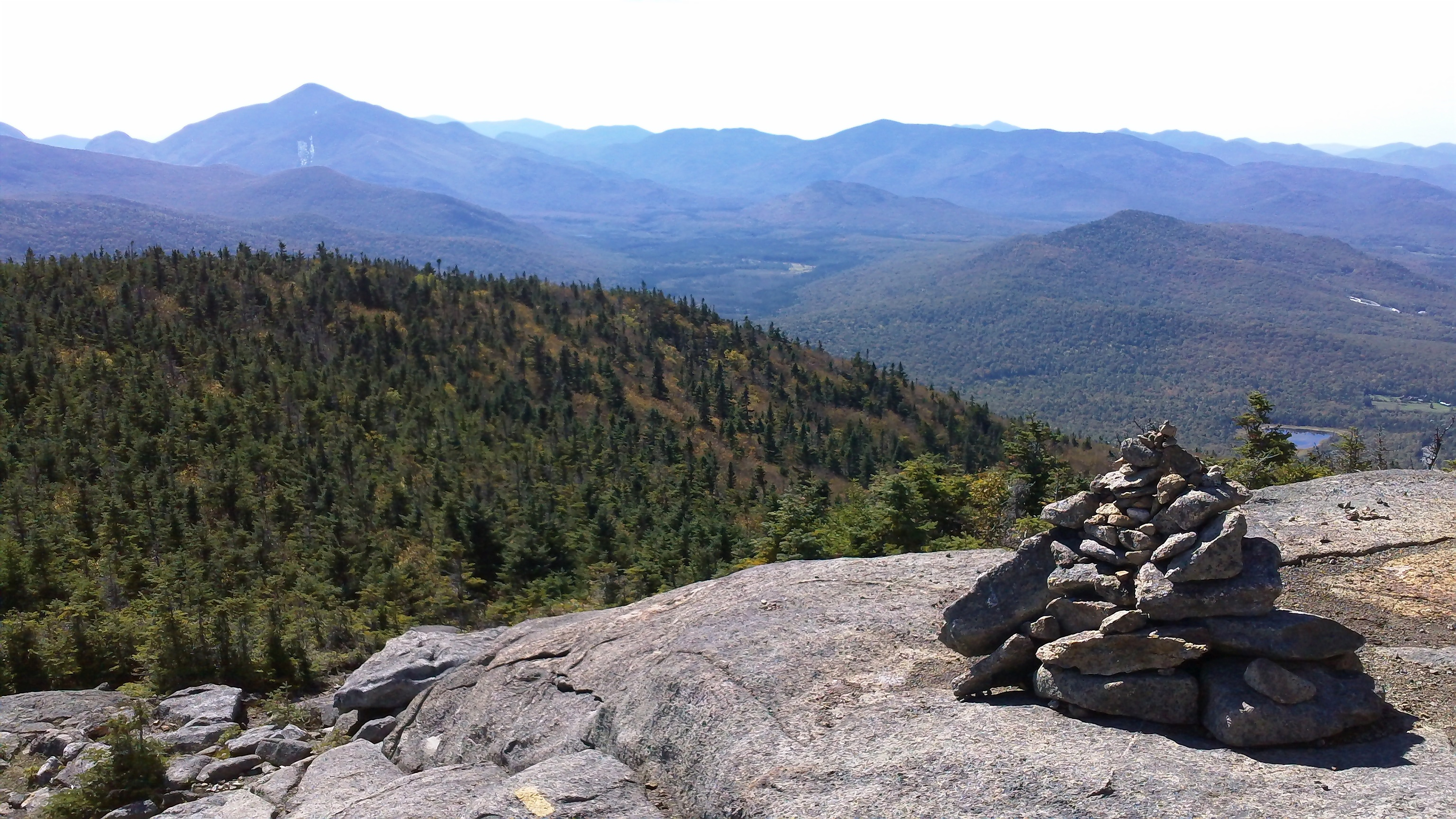
As montanhas Adirondack, no condado de Essex

As montanhas Adirondack são uma cordilheira do estado norte-americano de Nova Iorque que ultrapassa os 1200 metros de altitude em 40 dos seus picos, culminando nos montes Marcy (1628 m), Mclntyre (1557 m), Skylight (1500 m), Haystack (1498 m) e Dix (1475 m). São formados por rochas cristalinas e ricos em minérios de ferro (magnetites); contêm também granito, mármore, titânio e talco.
Formam a linha que divide as águas do rio São Lourenço e do Hudson. São abundantes os lagos, distinguindo-se entre eles o lago Champlain (193 km de comprimento, por 24 km de largura), lago George, lago Little Tupper, lago Raquette, lago Fulton Chain e outros. É uma região turística muito famosa, sobretudo para o turismo esportivo (esquiagem).